# ظرف‌شویی

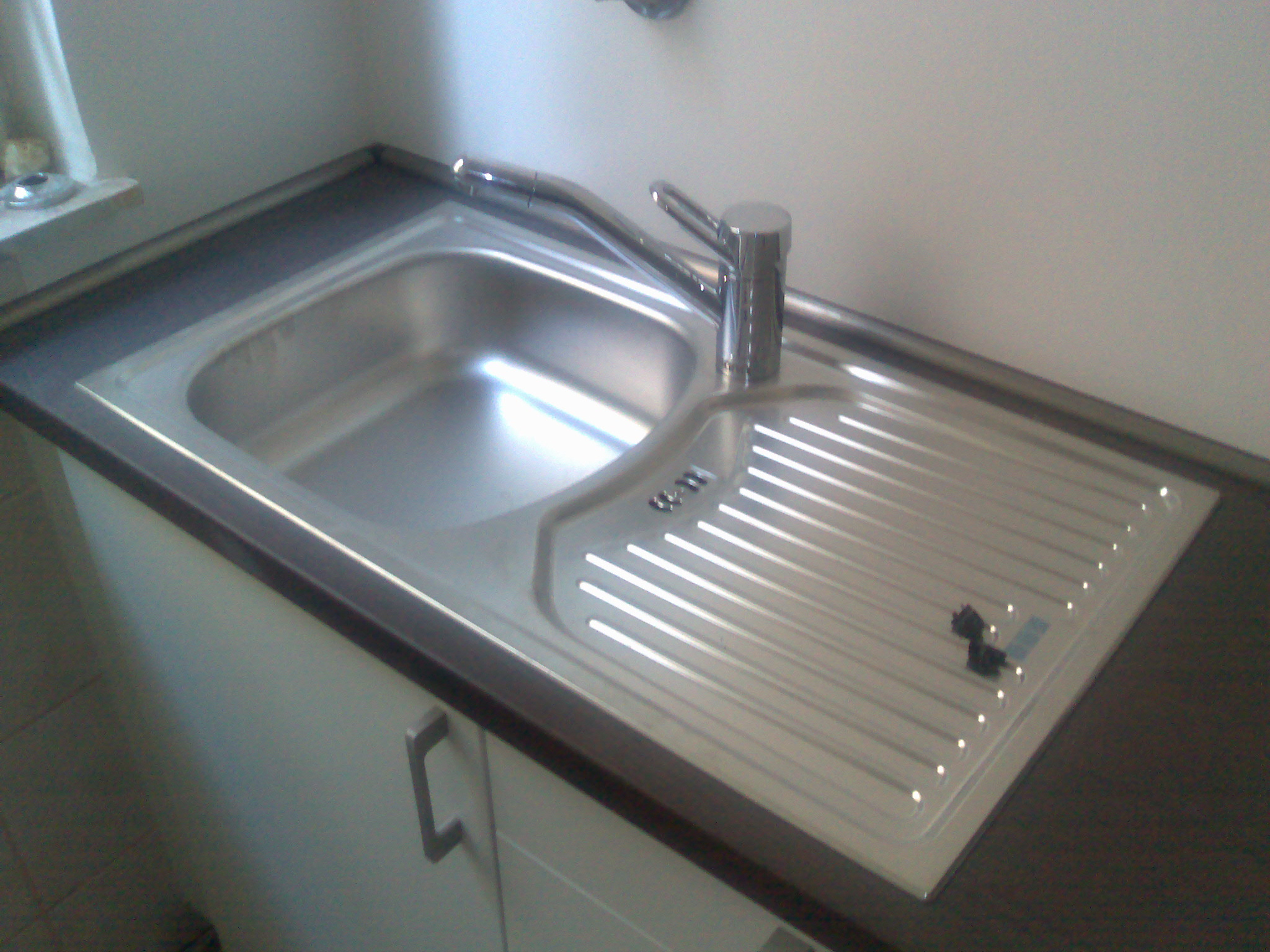
ظرف‌شویی خانگی

ظرف‌شویی یا سینک لگنی است که معمولاً در آشپزخانه کار گذاشته می‌شود و ظرف‌ها و مواد غذایی را در آن می‌شویند. به فضای اشغال شده توسط آن در آشپزخانه سینک نیز می‌گویند. لگن ظرفشویی از موادی مانند فولاد ضدزنگ، فلزهای لعاب‌داده، کامپوزیت، فایبرگلاس، سرامیک و آلیاژهای مسی ساخته می‌شود.
در گذشته معمولاً یک نیمکت چوبی یا سنگی بود که در آن خزانه یا لگن‌هایی که شستشو انجام می‌شد قرار می‌گرفت.

## تاریخچه ظرفشویی
سینک ظرفشویی یا sink ابتدا سال 1820 تا 1900 میلادی ابداع شد. جنس این سینک ها معمولا از سنگ یا فلز هایی مانند روی استفاده می شود. رفته رفته با پیشرفت تکنولوژی، ظاهر ظرف شویی ها تغییر کرد و وزن آن کاهش پیدا کرد و در نهایت شد سینک های ظرفشویی امروزی.

## شیرآلات ظرفشویی
با توجه به نوع دکوراسیون در هر خانه، ظرفشویی آن خانه نیز متفاوت است. هر چند قیمت شیرآلات ظرفشویی متفاوت به نوع دکوراسیون است، با این حال تنوع قیمت در این محصولات بسیار است. معمولا ساده ترین و کاربردی ترین شیرآلاتی که در کنار ظرفشویی ها قرار می گیرد، شیرآلات اهرمی هستند که به هر سمت متمایل می شوند.

## مترادف‌ها و معادل‌ها
فرهنگ لغت مترادف استفاده مربوط به سینک با فرورفتگی، لگن و لباسشویی است. غنای زبانی و شیئی بودن آن در محیط روزمره اسامی معادل را به آن اضافه می‌کند؛ بنابراین، در آمریکای لاتین از «باچا» و باته آ صحبت می‌کنند و در برخی زمینه‌ها به عنوان «سینک آشپزخانه» یا به سادگی «سینک شستشو» ظاهر می‌شود.